# John Fitch (wynalazca)

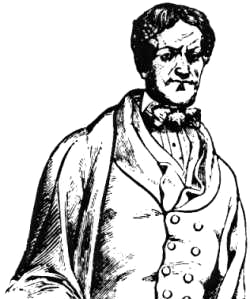
John Fitch

John Fitch (ur. 21 stycznia 1743, zm. 2 lipca 1798) – amerykański wynalazca, budowniczy statków wodnych z napędem parowym. W 1785 r. zbudował swój pierwszy statek w którym silnik parowy poruszał wiosłami. Uruchomił żeglugę pomiędzy Filadelfią oraz Burlington.